# لانوره، کبک
لانوره (به فرانسوی: Lanoraie) شهری در منطقه شهری دوتره ناحیه لانودییر در استان کبک کانادا است. در سرشماری سال ۲۰۱۱ این شهر ۴٬۰۸۹ نفر جمعیت داشته‌است و مساحت آن ۱۰۲٫۰۴ کیلومتر مربع است.